# Stanley-Cup-Playoffs 1986
Die Playoffs um den Stanley Cup des Jahres 1986 begannen am 9. April 1986 und endeten am 24. Mai 1986 mit dem 4:1-Erfolg der Canadiens de Montréal über die Calgary Flames. Die Canadiens gewannen damit ihren 23. Titel der Franchise-Geschichte und stellten zudem mit ihrem Torhüter Patrick Roy den mit der Conn Smythe Trophy ausgezeichneten Most Valuable Player dieser post-season. Die unterlegenen Flames hingegen standen in ihrem ersten Stanley-Cup-Finale. Zugleich markierte dieses Finale das erste Mal seit 1967, dass sich im Endspiel zwei kanadische Teams gegenüberstehen; damals besiegten die Toronto Maple Leafs die Canadiens de Montréal. Jedoch kam es bereits 1989 zur Wiederauflage der Finalpaarung, aus der dann Calgary siegreich hervorging. Die Scorerliste führten unterdessen Bernie Federko und Doug Gilmour von den St. Louis Blues an, die bereits im Conference-Finale gescheitert waren; dies wurde erst 1999 wiederholt.
Bis heute (Stand: Playoffs 2025) markieren die Playoffs 1986 das letzte Mal, dass sich alle aktiven kanadischen Teams für die post-season qualifizierten.

## Modus
Nachdem sich aus jeder Division die vier punktbesten Teams qualifiziert haben, starten die im K.-o.-System ausgetragenen Playoffs. Dabei trifft der jeweilige Erste auf den Vierten und der Zweite auf den Dritten einer jeden Division, sodass in den ersten zwei Runden die Divisionssieger ausgespielt werden. Diese treten in der Folge im Conference-Finale um den Einzug ins Stanley-Cup-Finale an.
Die Serien der ersten Runde werden im Best-of-Five-, die Serien aller folgenden Runden im Best-of-Seven-Modus ausgespielt, das heißt, dass ein Team ab der zweiten Runde vier Siege zum Weiterkommen benötigt; in der ersten Runde drei. Das höher gesetzte Team hat dabei in den ersten beiden Spielen Heimrecht, die nächsten beiden das gegnerische Team. Sollte bis dahin kein Sieger aus der Runde hervorgegangen sein, wechselt das Heimrecht von Spiel zu Spiel. So hat die höher gesetzte Mannschaft in den Spielen 1, 2, 5 und 7, also vier der maximal sieben Spiele, einen Heimvorteil. Der Sieger der Prince of Wales Conference wird mit der Prince of Wales Trophy ausgezeichnet und der Sieger der Campbell Conference mit der Clarence S. Campbell Bowl.
Bei Spielen, die nach der regulären Spielzeit von 60 Minuten unentschieden bleiben, folgt die Overtime. Sie endet durch das erste erzielte Tor (Sudden Death).

## Qualifizierte Teams
| Adams Division - (A1) Nordiques de Québec - (A2) Canadiens de Montréal - (A3) Boston Bruins - (A4) Hartford Whalers Patrick Division - (P1) Philadelphia Flyers - (P2) Washington Capitals - (P3) New York Islanders - (P4) New York Rangers | Norris Division - (N1) Chicago Black Hawks - (N2) Minnesota North Stars - (N3) St. Louis Blues - (N4) Toronto Maple Leafs Smythe Division - (S1) Edmonton Oilers - (S2) Calgary Flames - (S3) Winnipeg Jets - (S4) Vancouver Canucks |

## Playoff-Baum
|  | Division-Halbfinale | Division-Halbfinale   | Division-Halbfinale |                       |                       | Division-Finale | Division-Finale              | Division-Finale |  |  | Conference-Finale | Conference-Finale | Conference-Finale |  |  | Stanley-Cup-Finale | Stanley-Cup-Finale | Stanley-Cup-Finale |
|  |                     |                       |                     |                       |                       |                 |                              |                 |  |  |                   |                   |                   |  |  |                    |                    |                    |
|  | A1                  | Nordiques de Québec   | 0                   |                       |                       |                 |                              |                 |  |  |                   |                   |                   |  |  |                    |                    |                    |
|  | A4                  | Hartford Whalers      | 3                   |                       |                       |                 |                              |                 |  |  |                   |                   |                   |  |  |                    |                    |                    |
|  | A4                  | Hartford Whalers      | 3                   | A4                    | Hartford Whalers      | 3               |                              |                 |  |  |                   |                   |                   |  |  |                    |                    |                    |
|  |                     |                       |                     | A4                    | Hartford Whalers      | 3               |                              |                 |  |  |                   |                   |                   |  |  |                    |                    |                    |
|  |                     |                       | A2                  | Canadiens de Montréal | 4                     |                 |                              |                 |  |  |                   |                   |                   |  |  |                    |                    |                    |
|  | A2                  | Canadiens de Montréal | A2                  | Canadiens de Montréal | 4                     | 3               |                              |                 |  |  |                   |                   |                   |  |  |                    |                    |                    |
|  | A2                  | Canadiens de Montréal |                     |                       |                       | 3               |                              |                 |  |  |                   |                   |                   |  |  |                    |                    |                    |
|  | A3                  | Boston Bruins         | 0                   |                       |                       |                 |                              |                 |  |  |                   |                   |                   |  |  |                    |                    |                    |
|  | A3                  | Boston Bruins         | 0                   | A2                    | Canadiens de Montréal | 4               |                              |                 |  |  |                   |                   |                   |  |  |                    |                    |                    |
|  |                     |                       |                     | A2                    | Canadiens de Montréal | 4               | Prince of Wales Conference   |                 |  |  |                   |                   |                   |  |  |                    |                    |                    |
|  |                     | P4                    | New York Rangers    | 1                     |                       |                 |                              |                 |  |  |                   |                   |                   |  |  |                    |                    |                    |
|  | P1                  | P4                    | New York Rangers    | 1                     | Philadelphia Flyers   | 2               |                              |                 |  |  |                   |                   |                   |  |  |                    |                    |                    |
|  | P1                  |                       |                     |                       | Philadelphia Flyers   | 2               |                              |                 |  |  |                   |                   |                   |  |  |                    |                    |                    |
|  | P4                  | New York Rangers      | 3                   |                       |                       |                 |                              |                 |  |  |                   |                   |                   |  |  |                    |                    |                    |
|  | P4                  | New York Rangers      | 3                   | P4                    | New York Rangers      | 4               |                              |                 |  |  |                   |                   |                   |  |  |                    |                    |                    |
|  |                     |                       |                     | P4                    | New York Rangers      | 4               |                              |                 |  |  |                   |                   |                   |  |  |                    |                    |                    |
|  |                     |                       | P2                  | Washington Capitals   | 2                     |                 |                              |                 |  |  |                   |                   |                   |  |  |                    |                    |                    |
|  | P2                  | Washington Capitals   | P2                  | Washington Capitals   | 2                     | 3               |                              |                 |  |  |                   |                   |                   |  |  |                    |                    |                    |
|  | P2                  | Washington Capitals   |                     |                       |                       |                 |                              |                 |  |  |                   |                   |                   |  |  |                    |                    |                    |
|  | P3                  | New York Islanders    | 0                   |                       |                       |                 |                              |                 |  |  |                   |                   |                   |  |  |                    |                    |                    |
|  | P3                  | New York Islanders    | 0                   | A2                    | Canadiens de Montréal | 4               |                              |                 |  |  |                   |                   |                   |  |  |                    |                    |                    |
|  |                     |                       |                     |                       |                       |                 |                              |                 |  |  |                   |                   |                   |  |  |                    |                    |                    |
|  |                     | S2                    | Calgary Flames      | 1                     |                       |                 |                              |                 |  |  |                   |                   |                   |  |  |                    |                    |                    |
|  | N1                  | S2                    | Calgary Flames      | 1                     | Chicago Black Hawks   | 0               |                              |                 |  |  |                   |                   |                   |  |  |                    |                    |                    |
|  | N1                  |                       |                     |                       | Chicago Black Hawks   | 0               |                              |                 |  |  |                   |                   |                   |  |  |                    |                    |                    |
|  | N4                  | Toronto Maple Leafs   | 3                   |                       |                       |                 |                              |                 |  |  |                   |                   |                   |  |  |                    |                    |                    |
|  | N4                  | Toronto Maple Leafs   | 3                   | N4                    | Toronto Maple Leafs   | 3               |                              |                 |  |  |                   |                   |                   |  |  |                    |                    |                    |
|  |                     |                       |                     | N4                    | Toronto Maple Leafs   | 3               |                              |                 |  |  |                   |                   |                   |  |  |                    |                    |                    |
|  |                     |                       | N3                  | St. Louis Blues       | 4                     |                 |                              |                 |  |  |                   |                   |                   |  |  |                    |                    |                    |
|  | N2                  | Minnesota North Stars | N3                  | St. Louis Blues       | 4                     | 2               |                              |                 |  |  |                   |                   |                   |  |  |                    |                    |                    |
|  | N2                  | Minnesota North Stars |                     |                       |                       | 2               |                              |                 |  |  |                   |                   |                   |  |  |                    |                    |                    |
|  | N3                  | St. Louis Blues       | 3                   |                       |                       |                 |                              |                 |  |  |                   |                   |                   |  |  |                    |                    |                    |
|  | N3                  | St. Louis Blues       | 3                   | N3                    | St. Louis Blues       | 3               |                              |                 |  |  |                   |                   |                   |  |  |                    |                    |                    |
|  |                     |                       |                     | N3                    | St. Louis Blues       | 3               | Clarence Campbell Conference |                 |  |  |                   |                   |                   |  |  |                    |                    |                    |
|  |                     | S2                    | Calgary Flames      | 4                     |                       |                 |                              |                 |  |  |                   |                   |                   |  |  |                    |                    |                    |
|  | S1                  | S2                    | Calgary Flames      | 4                     | Edmonton Oilers       | 3               |                              |                 |  |  |                   |                   |                   |  |  |                    |                    |                    |
|  | S1                  |                       |                     |                       |                       |                 |                              |                 |  |  |                   |                   |                   |  |  |                    |                    |                    |
|  | S4                  | Vancouver Canucks     | 0                   |                       |                       |                 |                              |                 |  |  |                   |                   |                   |  |  |                    |                    |                    |
|  | S4                  | Vancouver Canucks     | 0                   | S1                    | Edmonton Oilers       | 3               |                              |                 |  |  |                   |                   |                   |  |  |                    |                    |                    |
|  |                     |                       |                     | S1                    | Edmonton Oilers       | 3               |                              |                 |  |  |                   |                   |                   |  |  |                    |                    |                    |
|  |                     |                       | S2                  | Calgary Flames        | 4                     |                 |                              |                 |  |  |                   |                   |                   |  |  |                    |                    |                    |
|  | S2                  | Calgary Flames        | S2                  | Calgary Flames        | 4                     | 3               |                              |                 |  |  |                   |                   |                   |  |  |                    |                    |                    |
|  | S2                  | Calgary Flames        |                     |                       |                       |                 |                              |                 |  |  |                   |                   |                   |  |  |                    |                    |                    |
|  | S3                  | Winnipeg Jets         | 0                   |                       |                       |                 |                              |                 |  |  |                   |                   |                   |  |  |                    |                    |                    |

## Division-Halbfinale

### Prince of Wales Conference

#### (A1) Nordiques de Québec – (A4) Hartford Whalers
| 9. April 1986 | Nordiques de Québec Anton Šťastný (2:44) Brent Ashton (52:47) | 2:3 n. V. (1:1, 0:0, 1:1, 0:1) Spielbericht Stand: 0:1 | Hartford Whalers Dean Evason (19:11) John Anderson (49:29) Sylvain Turgeon (62:36) | Colisée de Québec, Québec City, Québec Zuschauer: 14.504 |

| 10. April 1986 | Nordiques de Québec Alain Côté (41:39) | 1:4 (0:2, 0:1, 1:1) Spielbericht Stand: 0:2 | Hartford Whalers Stewart Gavin (3:53) Paul MacDermid (8:51) Paul MacDermid (28:22) Torrie Robertson (56:32) | Colisée de Québec, Québec City, Québec Zuschauer: 14.562 |

| 12. April 1986 | Hartford Whalers Kevin Dineen (2:29) Dave Tippett (5:22) Ron Francis (15:08) Ray Ferraro (19:20) Ulf Samuelsson (22:07) Ray Ferraro (33:08) John Anderson (33:34) John Anderson (47:00) Kevin Dineen (58:23) | 9:4 (4:2, 3:1, 2:1) Spielbericht Stand: 3:0 | Nordiques de Québec Alain Lemieux (8:40) Brent Ashton (15:52) Michel Goulet (31:06) Mark Kumpel (51:19) | Hartford Civic Center, Hartford, Connecticut Zuschauer: 15.126 |

#### (A2) Canadiens de Montréal – (A3) Boston Bruins
| 9. April 1986 | Canadiens de Montréal Bobby Smith (26:53) Bobby Smith (31:28) Mike McPhee (36:30) | 3:1 (0:0, 3:0, 0:1) Spielbericht Stand: 1:0 | Boston Bruins Gord Kluzak (54:46) | Forum de Montréal, Montréal, Québec Zuschauer: 16.409 |

| 10. April 1986 | Canadiens de Montréal Stéphane Richer (31:38) Claude Lemieux (36:56) Claude Lemieux (57:33) | 3:2 (0:0, 2:0, 1:2) Spielbericht Stand: 2:0 | Boston Bruins Barry Pederson (52:15) Keith Crowder (52:56) | Forum de Montréal, Montréal, Québec Zuschauer: 16.738 |

| 12. April 1986 | Boston Bruins Steve Kasper (17:56) Reed Larson (35:02) Keith Crowder (35:16) | 3:4 (1:0, 2:2, 0:2) Spielbericht Stand: 0:3 | Canadiens de Montréal Claude Lemieux (22:13) Mats Näslund (30:09) Bob Gainey (40:50) Bob Gainey (48:58) | Boston Garden, Boston, Massachusetts Zuschauer: 13.920 |

#### (P1) Philadelphia Flyers – (P4) New York Rangers
| 9. April 1986 | Philadelphia Flyers Rich Sutter (5:48) Dave Poulin (14:44) | 2:6 (2:2, 0:2, 0:2) Spielbericht Stand: 0:1 | New York Rangers Mike Ridley (5:03) Bob Brooke (14:11) Mike Ridley (28:45) Ron Greschner (30:39) James Patrick (40:57) Kelly Miller (46:02) | The Spectrum, Philadelphia, Pennsylvania Zuschauer: 17.211 |

| 10. April 1986 | Philadelphia Flyers Rich Sutter (10:54) Brad McCrimmon (11:10) | 2:1 (2:0, 0:1, 0:0) Spielbericht Stand: 1:1 | New York Rangers Pierre Larouche (20:49) | The Spectrum, Philadelphia, Pennsylvania Zuschauer: 17.211 |

| 12. April 1986 | New York Rangers Ron Greschner (9:38) Mike Ridley (48:13) Jim Wiemer (52:29) Bob Brooke (52:43) Ron Greschner (53:07) | 5:2 (1:1, 0:1, 4:0) Spielbericht Stand: 2:1 | Philadelphia Flyers Tim Kerr (12:34) Ilkka Sinisalo (24:54) | Madison Square Garden, New York City, New York Zuschauer: 17.393 |

| 13. April 1986 | New York Rangers Pierre Larouche (4:15) | 1:7 (1:2, 0:5, 0:0) Spielbericht Stand: 2:2 | Philadelphia Flyers Peter Zezel (15:44) Peter Zezel (18:36) Dave Poulin (20:16) Tim Kerr (21:01) Peter Zezel (25:17) Rick Tocchet (26:24) Tim Kerr (37:20) | Madison Square Garden, New York City, New York Zuschauer: 17.387 |

| 15. April 1986 | Philadelphia Flyers Ilkka Sinisalo (26:26) Brad McCrimmon (51:36) | 2:5 (0:1, 1:2, 1:2) Spielbericht Stand: 2:3 | New York Rangers Pierre Larouche (11:36) Willie Huber (29:45) Mark Osborne (30:56) Kelly Miller (59:20) Don Maloney (59:43) | The Spectrum, Philadelphia, Pennsylvania Zuschauer: 17.211 |

#### (P2) Washington Capitals – (P3) New York Islanders
| 9. April 1986 | Washington Capitals Gaétan Duchesne (10:12) Bobby Carpenter (31:46) Dave Christian (52:16) | 3:1 (1:1, 1:0, 1:0) Spielbericht Stand: 1:0 | New York Islanders Clark Gillies (16:25) | Capital Centre, Landover, Maryland Zuschauer: 18.130 |

| 10. April 1986 | Washington Capitals Gaétan Duchesne (6:22) Greg Smith (24:22) Scott Stevens (38:35) Bobby Gould (40:58) Bobby Gould (58:45) | 5:2 (1:1, 2:1, 2:0) Spielbericht Stand: 2:0 | New York Islanders Pat LaFontaine (19:48) Bryan Trottier (38:26) | Capital Centre, Landover, Maryland Zuschauer: 18.130 |

| 12. April 1986 | New York Islanders Mike Bossy (45:12) | 1:3 (0:1, 0:2, 1:0) Spielbericht Stand: 0:3 | Washington Capitals Rod Langway (13:20) Scott Stevens (27:18) Larry Murphy (35:08) | Nassau Veterans Memorial Coliseum, Uniondale, New York Zuschauer: 16.116 |

### Clarence Campbell Conference

#### (N1) Chicago Black Hawks – (N4) Toronto Maple Leafs
| 9. April 1986 | Chicago Black Hawks Doug Wilson (11:49) Darryl Sutter (44:48) Tom Lysiak (58:29) | 3:5 (1:2, 0:0, 2:3) Spielbericht Stand: 0:1 | Toronto Maple Leafs Steve Thomas (3:46) Wendel Clark (17:22) Gary Leeman (46:09) Walt Poddubny (49:28) Steve Thomas (57:47) | Chicago Stadium, Chicago, Illinois Zuschauer: 16.945 |

| 10. April 1986 | Chicago Black Hawks Denis Savard (9:58) Denis Savard (19:28) Denis Savard (21:04) Denis Savard (34:57) | 4:6 (2:2, 2:1, 0:3) Spielbericht Stand: 0:2 | Toronto Maple Leafs Dan Daoust (4:01) Steve Thomas (15:46) Wendel Clark (36:09) Peter Ihnačák (54:10) Walt Poddubny (59:04) Steve Thomas (59:39) | Chicago Stadium, Chicago, Illinois Zuschauer: 16.711 |

| 12. April 1986 | Toronto Maple Leafs Russ Courtnall (2:15) Rick Vaive (19:53) Tom Fergus (29:41) Miroslav Fryčer (31:27) Wendel Clark (36:46) Walt Poddubny (49:03) Russ Courtnall (52:56) | 7:2 (2:0, 3:2, 2:0) Spielbericht Stand: 3:0 | Chicago Black Hawks Ken Yaremchuk (37:41) Tom Lysiak (37:59) | Maple Leaf Gardens, Toronto, Ontario Zuschauer: 16.382 |

#### (N2) Minnesota North Stars – (N3) St. Louis Blues
| 9. April 1986 | Minnesota North Stars Dirk Graham (33:58) | 1:2 (0:0, 1:1, 0:1) Spielbericht Stand: 0:1 | St. Louis Blues Lee Norwood (24:53) Doug Gilmour (47:06) | Met Center, Bloomington, Minnesota Zuschauer: 13.427 |

| 10. April 1986 | Minnesota North Stars Tony McKegney (5:32) Brian Bellows (12:03) Dirk Graham (12:42) Dennis Maruk (44:05) Brian Bellows (49:54) Dennis Maruk (58:42) | 6:2 (3:1, 0:1, 3:0) Spielbericht Stand: 1:1 | St. Louis Blues Doug Gilmour (6:35) Bernie Federko (39:01) | Met Center, Bloomington, Minnesota Zuschauer: 12.532 |

| 12. April 1986 | St. Louis Blues Greg Paslawski (7:09) Greg Paslawski (37:16) Bernie Federko (40:27) Bernie Federko (47:57) | 4:3 (1:2, 1:1, 2:0) Spielbericht Stand: 2:1 | Minnesota North Stars Neal Broten (14:52) Dennis Maruk (16:38) Kent Nilsson (23:27) | St. Louis Arena, St. Louis, Missouri Zuschauer: 13.532 |

| 13. April 1986 | St. Louis Blues Mark Hunter (2:20) Gino Cavallini (11:21) Kevin LaVallée (15:28) Mark Hunter (53:26) | 4:7 (3:3, 0:3, 1:1) Spielbericht Stand: 2:2 | Minnesota North Stars Neal Broten (8:07) Neal Broten (8:30) Brian Bellows (18:33) Brian Bellows (22:54) Dirk Graham (26:50) Tony McKegney (35:35) Dennis Maruk (58:57) | St. Louis Arena, St. Louis, Missouri Zuschauer: 13.509 |

| 15. April 1986 | Minnesota North Stars Ron Wilson (2:53) Brian Bellows (4:40) Ron Wilson (55:13) | 3:6 (2:2, 0:1, 1:3) Spielbericht Stand: 2:3 | St. Louis Blues Lee Norwood (10:18) Greg Paslawski (13:33) Greg Paslawski (20:38) Ed Beers (43:50) Greg Paslawski (56:38) Bernie Federko (59:50) | Met Center, Bloomington, Minnesota Zuschauer: 15.963 |

#### (S1) Edmonton Oilers – (S4) Vancouver Canucks
| 9. April 1986 | Edmonton Oilers Glenn Anderson (0:38) Paul Coffey (2:06) Wayne Gretzky (12:20) Mike Krushelnyski (44:27) Kevin Lowe (45:09) Mike Krushelnyski (50:49) Kevin McClelland (57:23) | 7:3 (3:1, 0:1, 4:1) Spielbericht Stand: 1:0 | Vancouver Canucks Brent Peterson (7:41) Thomas Gradin (26:21) Patrik Sundström (47:47) | Northlands Coliseum, Edmonton, Alberta Zuschauer: 17.106 |

| 10. April 1986 | Edmonton Oilers Mark Messier (0:33) Wayne Gretzky (1:39) Glenn Anderson (11:01) Raimo Summanen (32:53) Jari Kurri (46:29) | 5:1 (3:0, 1:1, 1:0) Spielbericht Stand: 2:0 | Vancouver Canucks Brent Peterson (26:33) | Northlands Coliseum, Edmonton, Alberta Zuschauer: 17.295 |

| 12. April 1986 | Vancouver Canucks Thomas Gradin (41:09) | 1:5 (0:2, 0:1, 1:2) Spielbericht Stand: 0:3 | Edmonton Oilers Mark Messier (7:44) Mike Krushelnyski (12:58) Dave Hunter (30:37) Wayne Gretzky (44:38) Esa Tikkanen (51:28) | Pacific Coliseum, Vancouver, British Columbia Zuschauer: 7.854 |

#### (S2) Calgary Flames – (S3) Winnipeg Jets
| 9. April 1986 | Calgary Flames Lanny McDonald (12:02) Joe Mullen (16:14) John Tonelli (21:42) Paul Reinhart (25:22) Jim Peplinski (33:05) | 5:1 (2:1, 3:0, 0:0) Spielbericht Stand: 1:0 | Winnipeg Jets Mario Marois (15:29) | Olympic Saddledome, Calgary, Alberta Zuschauer: 16.762 |

| 10. April 1986 | Calgary Flames Al MacInnis (3:25) Doug Risebrough (7:15) Joe Mullen (27:40) Paul Reinhart (31:09) John Tonelli (37:15) Lanny McDonald (47:44) | 6:4 (2:0, 3:2, 1:2) Spielbericht Stand: 2:0 | Winnipeg Jets Ray Neufeld (26:16) Bill Derlago (31:40) Doug Smail (43:50) Thomas Steen (52:35) | Olympic Saddledome, Calgary, Alberta Zuschauer: 16.762 |

| 12. April 1986 | Winnipeg Jets Ray Neufeld (16:49) Paul MacLean (45:43) Brian Mullen (53:05) | 3:4 n. V. (1:2, 0:0, 2:1, 0:1) Spielbericht Stand: 0:3 | Calgary Flames Doug Risebrough (5:09) Joe Mullen (8:52) Al MacInnis (58:17) Lanny McDonald (68:25) | Winnipeg Arena, Winnipeg, Manitoba Zuschauer: 8.123 |

## Division-Finale

### Prince of Wales Conference

#### (A2) Canadiens de Montréal – (A4) Hartford Whalers
| 17. April 1986 | Canadiens de Montréal Chris Nilan (50:42) | 1:4 (0:0, 0:3, 1:1) Spielbericht Stand: 0:1 | Hartford Whalers Stewart Gavin (24:24) Sylvain Turgeon (26:44) John Anderson (37:21) Stewart Gavin (59:02) | Forum de Montréal, Montréal, Québec Zuschauer: 17.145 |

| 19. April 1986 | Canadiens de Montréal Stéphane Richer (12:33) Guy Carbonneau (17:04) Guy Carbonneau (26:12) | 3:1 (2:0, 1:1, 0:0) Spielbericht Stand: 1:1 | Hartford Whalers Ray Ferraro (27:17) | Forum de Montréal, Montréal, Québec Zuschauer: 17.657 |

| 21. April 1986 | Hartford Whalers Dave Tippett (24:41) | 1:4 (0:2, 1:1, 0:1) Spielbericht Stand: 1:2 | Canadiens de Montréal Kjell Dahlin (4:48) Stéphane Richer (18:43) Claude Lemieux (24:09) Guy Carbonneau (58:38) | Hartford Civic Center, Hartford, Connecticut Zuschauer: 15.126 |

| 23. April 1986 | Hartford Whalers Stewart Gavin (13:53) Kevin Dineen (61:07) | 2:1 n. V. (1:0, 0:0, 0:1, 1:0) Spielbericht Stand: 2:2 | Canadiens de Montréal Mats Näslund (52:22) | Hartford Civic Center, Hartford, Connecticut Zuschauer: 15.126 |

| 25. April 1986 | Canadiens de Montréal Claude Lemieux (2:05) Guy Carbonneau (8:26) Mats Näslund (12:44) Mike Lalor (36:03) Guy Carbonneau (58:41) | 5:3 (3:1, 1:1, 1:1) Spielbericht Stand: 3:2 | Hartford Whalers Kevin Dineen (15:46) Kevin Dineen (34:14) John Anderson (49:58) | Forum de Montréal, Montréal, Québec Zuschauer: 17.660 |

| 27. April 1986 | Hartford Whalers Kevin Dineen (27:30) | 1:0 (0:0, 1:0, 0:0) Spielbericht Stand: 3:3 | Canadiens de Montréal | Hartford Civic Center, Hartford, Connecticut Zuschauer: 15.126 |

| 29. April 1986 | Canadiens de Montréal Mike McPhee (18:47) Claude Lemieux (65:55) | 2:1 n. V. (1:0, 0:0, 0:1, 1:0) Spielbericht Stand: 4:3 | Hartford Whalers Dave Babych (57:12) | Forum de Montréal, Montréal, Québec Zuschauer: 17.546 |

#### (P2) Washington Capitals – (P4) New York Rangers
| 17. April 1986 | Washington Capitals Dave Christian (8:46) Bobby Gould (12:39) Alan Haworth (26:39) | 3:4 n. V. (2:1, 1:1, 0:1, 0:1) Spielbericht Stand: 0:1 | New York Rangers Brian MacLellan (11:48) Mark Osborne (27:33) Mike Ridley (49:37) Brian MacLellan (61:16) | Capital Centre, Landover, Maryland Zuschauer: 18.130 |

| 19. April 1986 | Washington Capitals Mike Gartner (9:27) Craig Laughlin (11:38) Alan Haworth (19:03) Gaétan Duchesne (12:39) Gaétan Duchesne (34:08) Jörgen Pettersson (43:00) Alan Haworth (51:19) Greg Adams (53:22) | 8:1 (3:0, 2:1, 3:0) Spielbericht Stand: 1:1 | New York Rangers Larry Melnyk (25:12) | Capital Centre, Landover, Maryland Zuschauer: 18.130 |

| 21. April 1986 | New York Rangers Pierre Larouche (44:08) Wilf Paiement (47:50) Pierre Larouche (57:56) | 3:6 (0:2, 0:2, 3:2) Spielbericht Stand: 1:2 | Washington Capitals Bobby Carpenter (3:06) Mike Gartner (6:45) Bobby Carpenter (22:42) John Barrett (24:09) John Barrett (44:37) Alan Haworth (49:44) | Madison Square Garden, New York City, New York Zuschauer: 17.371 |

| 23. April 1986 | New York Rangers Wilf Paiement (6:47) Mike Ridley (24:42) Tomas Sandström (28:29) Willie Huber (48:09) Bob Brooke (57:25) Bob Brooke (62:40) | 6:5 n. V. (1:3, 2:1, 2:1, 1:0) Spielbericht Stand: 2:2 | Washington Capitals Dave Christian (7:15) Kevin Hatcher (10:49) Bobby Carpenter (13:19) Bobby Gould (38:59) Greg Smith (47:45) | Madison Square Garden, New York City, New York Zuschauer: 17.404 |

| 25. April 1986 | Washington Capitals Dave Christian (2:51) Scott Stevens (3:34) | 2:4 (2:2, 0:1, 0:1) Spielbericht Stand: 2:3 | New York Rangers Pierre Larouche (4:05) Wilf Paiement (13:40) Tomas Sandström (33:49) Don Maloney (42:12) | Capital Centre, Landover, Maryland Zuschauer: 18.130 |

| 27. April 1986 | New York Rangers Pierre Larouche (12:36) Pierre Larouche (40:34) | 2:1 (1:0, 0:0, 1:1) Spielbericht Stand: 4:2 | Washington Capitals Bobby Carpenter (45:38) | Madison Square Garden, New York City, New York Zuschauer: 17.367 |

### Clarence Campbell Conference

#### (N3) St. Louis Blues – (N4) Toronto Maple Leafs
| 18. April 1986 | St. Louis Blues Dave Barr (16:19) Gino Cavallini (22:40) Ron Flockhart (22:47) Charlie Bourgeois (45:28) Greg Paslawski (51:49) Charlie Bourgeois (54:04) | 6:1 (1:0, 2:1, 3:0) Spielbericht Stand: 1:0 | Toronto Maple Leafs Wendel Clark (28:04) | St. Louis Arena, St. Louis, Missouri Zuschauer: 16.883 |

| 20. April 1986 | St. Louis Blues | 0:3 (0:0, 0:1, 0:2) Spielbericht Stand: 1:1 | Toronto Maple Leafs Peter Ihnačák (29:14) Tom Fergus (44:56) Börje Salming (58:47) | St. Louis Arena, St. Louis, Missouri Zuschauer: 17.101 |

| 22. April 1986 | Toronto Maple Leafs Rick Vaive (19:05) Tom Fergus (40:40) Wendel Clark (53:49) Rick Vaive (55:15) Russ Courtnall (55:31) | 5:2 (1:1, 0:1, 4:0) Spielbericht Stand: 2:1 | St. Louis Blues Doug Gilmour (5:26) Greg Paslawski (31:25) | Maple Leaf Gardens, Toronto, Ontario Zuschauer: 16.382 |

| 24. April 1986 | Toronto Maple Leafs Rick Vaive (6:38) Chris Kotsopoulos (18:20) Tom Fergus (35:09) Brad Smith (49:03) | 4:7 (2:2, 1:2, 1:3) Spielbericht Stand: 2:2 | St. Louis Blues Herb Raglan (3:41) Mark Hunter (12:33) Doug Gilmour (24:55) Mark Reeds (28:41) Doug Gilmour (40:47) Rick Meagher (44:28) Rick Meagher (59:36) | Maple Leaf Gardens, Toronto, Ontario Zuschauer: 16.382 |

| 26. April 1986 | St. Louis Blues Greg Paslawski (27:09) Ric Nattress (33:42) Bernie Federko (50:25) Mark Reeds (67:11) | 4:3 n. V. (0:2, 2:1, 1:0, 1:0) Spielbericht Stand: 3:2 | Toronto Maple Leafs Rick Vaive (9:53) Gary Leeman (17:54) Rick Vaive (20:53) | St. Louis Arena, St. Louis, Missouri Zuschauer: 16.003 |

| 28. April 1986 | Toronto Maple Leafs Tom Fergus (13:51) Steve Thomas (29:18) Steve Thomas (41:16) Walt Poddubny (52:25) Dan Daoust (59:16) | 5:3 (1:2, 1:1, 3:0) Spielbericht Stand: 3:3 | St. Louis Blues Doug Gilmour (0:51) Doug Gilmour (19:10) Mark Hunter (37:32) | Maple Leaf Gardens, Toronto, Ontario Zuschauer: 16.382 |

| 30. April 1986 | St. Louis Blues Ed Beers (8:27) Kevin LaVallée (47:34) | 2:1 (1:0, 0:1, 1:0) Spielbericht Stand: 4:3 | Toronto Maple Leafs Brad Smith (22:18) | St. Louis Arena, St. Louis, Missouri Zuschauer: 18.034 |

#### (S1) Edmonton Oilers – (S2) Calgary Flames
| 18. April 1986 | Edmonton Oilers Glenn Anderson (39:48) | 1:4 (0:2, 1:0, 0:2) Spielbericht Stand: 0:1 | Calgary Flames Lanny McDonald (1:27) Gary Suter (7:38) Joe Mullen (40:40) Håkan Loob (49:09) | Northlands Coliseum, Edmonton, Alberta Zuschauer: 17.498 |

| 20. April 1986 | Edmonton Oilers Glenn Anderson (19:36) Randy Gregg (28:51) Craig MacTavish (40:44) Mark Napier (51:22) Dave Hunter (56:46) Glenn Anderson (61:04) | 6:5 n. V. (1:1, 1:3, 3:1, 1:0) Spielbericht Stand: 1:1 | Calgary Flames Håkan Loob (11:23) Gary Suter (28:20) Dan Quinn (31:10) Joe Mullen (35:40) Joe Mullen (58:40) | Northlands Coliseum, Edmonton, Alberta Zuschauer: 17.498 |

| 22. April 1986 | Calgary Flames Paul Reinhart (8:36) Colin Patterson (29:59) Joel Otto (47:32) | 3:2 (1:1, 1:0, 1:1) Spielbericht Stand: 2:1 | Edmonton Oilers Wayne Gretzky (19:31) Glenn Anderson (41:16) | Olympic Saddledome, Calgary, Alberta Zuschauer: 16.762 |

| 24. April 1986 | Calgary Flames Jim Peplinski (20:16) Joel Otto (27:21) Paul Reinhart (38:35) Joel Otto (51:17) | 4:7 (0:2, 3:2, 1:3) Spielbericht Stand: 2:2 | Edmonton Oilers Craig MacTavish (16:47) Wayne Gretzky (17:07) Jari Kurri (25:07) Craig MacTavish (28:31) Wayne Gretzky (41:51) Esa Tikkanen (47:09) Wayne Gretzky (52:01) | Olympic Saddledome, Calgary, Alberta Zuschauer: 16.762 |

| 26. April 1986 | Edmonton Oilers Wayne Gretzky (25:35) | 1:4 (0:1, 1:2, 0:1) Spielbericht Stand: 2:3 | Calgary Flames Dan Quinn (19:29) Lanny McDonald (32:35) Joel Otto (34:59) Jamie Macoun (59:44) | Northlands Coliseum, Edmonton, Alberta Zuschauer: 17.498 |

| 28. April 1986 | Calgary Flames Joe Mullen (24:42) John Tonelli (26:04) | 2:5 (0:0, 2:2, 0:3) Spielbericht Stand: 3:3 | Edmonton Oilers Esa Tikkanen (28:21) Mark Messier (36:20) Glenn Anderson (47:24) Mike Krushelnyski (59:38) Craig MacTavish (59:49) | Olympic Saddledome, Calgary, Alberta Zuschauer: 16.762 |

| 30. April 1986 | Edmonton Oilers Glenn Anderson (30:47) Mark Messier (39:09) | 2:3 (0:1, 2:1, 0:1) Spielbericht Stand: 3:4 | Calgary Flames Håkan Loob (15:27) Jim Peplinski (22:08) Perry Berezan (45:14) | Northlands Coliseum, Edmonton, Alberta Zuschauer: 17.498 |

## Conference-Finale

### Prince of Wales Conference

#### (A2) Canadiens de Montréal – (P4) New York Rangers
| 1. Mai 1986 | Canadiens de Montréal Mats Näslund (23:08) Bob Gainey (33:02) | 2:1 (0:0, 2:1, 0:0) Spielbericht Stand: 1:0 | New York Rangers Willie Huber (28:48) | Forum de Montréal, Montréal, Québec Zuschauer: 16.601 |

| 3. Mai 1986 | Canadiens de Montréal Bobby Smith (9:25) Guy Carbonneau (21:41) Mike McPhee (29:22) Claude Lemieux (33:22) Guy Carbonneau (39:43) Chris Chelios (53:24) | 6:2 (1:1, 4:0, 1:1) Spielbericht Stand: 2:0 | New York Rangers Wilf Paiement (3:15) Wilf Paiement (48:38) | Forum de Montréal, Montréal, Québec Zuschauer: 18.072 |

| 5. Mai 1986 | New York Rangers Kelly Miller (3:15) Mike Ridley (34:57) Bob Brooke (52:54) | 3:4 n. V. (1:1, 1:0, 1:2, 0:1) Spielbericht Stand: 0:3 | Canadiens de Montréal Stéphane Richer (6:00) Mats Näslund (45:06) Bobby Smith (57:56) Claude Lemieux (69:41) | Madison Square Garden, New York City, New York Zuschauer: 17.374 |

| 7. Mai 1986 | New York Rangers Bob Brooke (16:56) Tomas Sandström (53:28) | 2:0 (1:0, 0:0, 1:0) Spielbericht Stand: 1:3 | Canadiens de Montréal | Madison Square Garden, New York City, New York Zuschauer: 17.508 |

| 9. Mai 1986 | Canadiens de Montréal Claude Lemieux (18:21) Bobby Smith (24:41) Bob Gainey (49:51) | 3:1 (1:1, 1:0, 1:0) Spielbericht Stand: 4:1 | New York Rangers Tomas Sandström (3:50) Wilf Paiement (48:38) | Forum de Montréal, Montréal, Québec Zuschauer: 18.076 |

### Clarence Campbell Conference

#### (S2) Calgary Flames – (N3) St. Louis Blues
| 2. Mai 1986 | Calgary Flames Colin Patterson (28:59) Håkan Loob (36:36) | 2:3 (0:1, 2:0, 0:2) Spielbericht Stand: 0:1 | St. Louis Blues Mark Reeds (9:57) Mark Reeds (54:42) Mark Hunter (55:48) | Olympic Saddledome, Calgary, Alberta Zuschauer: 16.762 |

| 4. Mai 1986 | Calgary Flames Doug Risebrough (8:51) Doug Risebrough (18:17) Joe Mullen (19:57) Lanny McDonald (21:25) Doug Risebrough (41:35) Colin Patterson (44:25) Dan Quinn (50:58) Al MacInnis (58:15) | 8:2 (3:0, 1:1, 4:1) Spielbericht Stand: 1:1 | St. Louis Blues Rob Ramage (38:15) Doug Gilmour (45:38) | Olympic Saddledome, Calgary, Alberta Zuschauer: 16.762 |

| 6. Mai 1986 | St. Louis Blues Bernie Federko (9:35) Gino Cavallini (32:14) Brian Benning (52:29) | 3:5 (1:2, 1:2, 1:1) Spielbericht Stand: 1:2 | Calgary Flames Joe Mullen (0:20) Lanny McDonald (15:22) John Tonelli (23:37) Doug Risebrough (34:40) Colin Patterson (59:01) | St. Louis Arena, St. Louis, Missouri Zuschauer: 16.510 |

| 8. Mai 1986 | St. Louis Blues Mark Hunter (7:33) Rick Meagher (11:37) Gino Cavallini (36:03) Rick Meagher (40:24) Bernie Federko (59:54) | 5:2 (2:0, 1:1, 2:1) Spielbericht Stand: 2:2 | Calgary Flames Lanny McDonald (39:06) Lanny McDonald (40:50) | St. Louis Arena, St. Louis, Missouri Zuschauer: 17.672 |

| 10. Mai 1986 | Calgary Flames Colin Patterson (3:11) Dan Quinn (29:28) Dan Quinn (31:23) Mike Eaves (53:19) | 4:2 (1:0, 2:1, 1:1) Spielbericht Stand: 3:2 | St. Louis Blues Doug Gilmour (24:08) Mark Hunter (49:27) | Olympic Saddledome, Calgary, Alberta Zuschauer: 16.762 |

| 12. Mai 1986 | St. Louis Blues Cliff Ronning (25:58) Doug Wickenheiser (46:00) Brian Sutter (48:08) Greg Paslawski (55:49) Greg Paslawski (58:52) Doug Wickenheiser (67:30) | 6:5 n. V. (0:0, 1:4, 4:1, 1:0) Spielbericht Stand: 3:3 | Calgary Flames Dan Quinn (20:20) Dan Quinn (21:57) Jim Peplinski (29:19) John Tonelli (34:44) Joe Mullen (47:04) | St. Louis Arena, St. Louis, Missouri Zuschauer: 17.801 |

| 14. Mai 1986 | Calgary Flames Al MacInnis (5:42) Colin Patterson (21:42) | 2:1 (1:0, 1:0, 0:1) Spielbericht Stand: 4:3 | St. Louis Blues Ed Beers (58:02) | Olympic Saddledome, Calgary, Alberta Zuschauer: 16.762 |

## Stanley-Cup-Finale

### (S2) Calgary Flames – (A2) Canadiens de Montréal
| 16. Mai 1986 | Calgary Flames John Tonelli (12:08) Jim Peplinski (19:11) Dan Quinn (42:14) Lanny McDonald (43:33) Doug Risebrough (59:35) | 5:2 (2:1, 0:0, 3:1) Spielbericht Stand: 1:0 | Canadiens de Montréal Mats Näslund (6:04) Chris Chelios (57:56) | Olympic Saddledome, Calgary, Alberta Zuschauer: 16.762 |

| 18. Mai 1986 | Calgary Flames John Tonelli (9:06) Paul Reinhart (20:15) | 2:3 n. V. (1:0, 1:1, 0:1, 0:1) Spielbericht Stand: 1:1 | Canadiens de Montréal Gaston Gingras (23:45) David Maley (43:30) Brian Skrudland (60:09) | Olympic Saddledome, Calgary, Alberta Zuschauer: 16.762 |

| 20. Mai 1986 | Canadiens de Montréal Mats Näslund (6:50) Bobby Smith (18:25) Mats Näslund (19:17) Bob Gainey (19:33) Kjell Dahlin (39:22) | 5:3 (4:2, 1:1, 0:0) Spielbericht Stand: 2:1 | Calgary Flames Joe Mullen (5:45) Joel Otto (17:59) Lanny McDonald (27:13) | Forum de Montréal, Montréal, Québec Zuschauer: 18.072 |

| 22. Mai 1986 | Canadiens de Montréal Claude Lemieux (51:10) | 1:0 (0:0, 0:0, 1:0) Spielbericht Stand: 3:1 | Calgary Flames | Forum de Montréal, Montréal, Québec Zuschauer: 18.076 |

| 24. Mai 1986 | Calgary Flames Steve Bozek (27:17) Steve Bozek (56:46) Joe Mullen (59:14) | 3:4 (0:1, 1:1, 2:2) Spielbericht Stand: 1:4 | Canadiens de Montréal Gaston Gingras (6:53) Brian Skrudland (30:49) Rick Green (50:11) Bobby Smith (50:30) | Olympic Saddledome, Calgary, Alberta Zuschauer: 16.762 |

### Stanley-Cup-Sieger
| Stanley-Cup-Sieger Canadiens de Montréal | Torhüter: Doug Soetaert, Patrick Roy Verteidiger: Chris Chelios, Gaston Gingras, Rick Green, Mike Lalor, Craig Ludwig, Tom Kurvers, Larry Robinson, Petr Svoboda Angreifer: Serge Boisvert, Guy Carbonneau, Kjell Dahlin, Lucien DeBlois, Bob Gainey (C), John Kordic, Claude Lemieux, David Maley, Mike McPhee, Mats Näslund, Chris Nilan, Stéphane Richer, Steve Rooney, Brian Skrudland, Bobby Smith, Mario Tremblay, Ryan Walter Cheftrainer: Jean Perron General Manager: Serge Savard |

## Beste Scorer
Abkürzungen: GP = Spiele, G = Tore, A = Assists, Pts = Punkte, +/− = Plus/Minus, PIM = Strafminuten; Fett: Bestwert
| Spieler         | Team       | GP | G  | A  | Pts | +/− | PIM |
| --------------- | ---------- | -- | -- | -- | --- | --- | --- |
| Doug Gilmour    | St. Louis  | 19 | 9  | 12 | 21  | +3  | 25  |
| Bernie Federko  | St. Louis  | 19 | 7  | 14 | 21  | +2  | 17  |
| Joe Mullen      | Calgary    | 21 | 12 | 7  | 19  | −3  | 4   |
| Wayne Gretzky   | Edmonton   | 10 | 8  | 11 | 19  | −1  | 2   |
| Mats Näslund    | Montréal   | 20 | 8  | 11 | 19  | −1  | 4   |
| Al MacInnis     | Calgary    | 21 | 4  | 15 | 19  | +10 | 30  |
| Lanny McDonald  | Calgary    | 22 | 11 | 7  | 18  | +5  | 30  |
| Paul Reinhart   | Calgary    | 21 | 5  | 13 | 18  | −2  | 4   |
| Greg Paslawski  | St. Louis  | 17 | 10 | 7  | 17  | +4  | 13  |
| Pierre Larouche | NY Rangers | 16 | 8  | 9  | 17  | −5  | 0   |

Die beste Plus/Minus-Statistik erreichte Börje Salming von den Toronto Maple Leafs mit einem Wert von +13.

## Beste Torhüter
Die kombinierte Tabelle zeigt die jeweils drei besten Torhüter in den Kategorien Gegentorschnitt und Fangquote sowie die jeweils Führenden in den Kategorien Shutouts und Siege.
Abkürzungen: GP = Spiele, Min = Eiszeit (in Minuten), W = Siege, L = Niederlagen, GA = Gegentore, SO = Shutouts, Sv% = gehaltene Schüsse (in %), GAA = Gegentorschnitt; Fett: Bestwert; Sortiert nach Gegentorschnitt.
Erfasst werden nur Torhüter mit 180 absolvierten Spielminuten.
| Spieler            | Team       | GP | Min     | W  | L | GA | SO | Sv%  | GAA  |
| ------------------ | ---------- | -- | ------- | -- | - | -- | -- | ---- | ---- |
| Mike Liut          | Hartford   | 8  | 439:29  | 5  | 2 | 14 | 1  | 93,8 | 1,91 |
| Patrick Roy        | Montréal   | 20 | 1214:56 | 15 | 5 | 39 | 1  | 92,3 | 1,93 |
| Pete Peeters       | Washington | 9  | 541:15  | 5  | 4 | 24 | 0  | 90,5 | 2,66 |
| Greg Millen        | St. Louis  | 10 | 583:11  | 6  | 3 | 29 | 0  | 91,1 | 2,98 |
| Ken Wregget        | Toronto    | 10 | 605:48  | 6  | 4 | 32 | 1  | 90,1 | 3,17 |
| John Vanbiesbrouck | NY Rangers | 16 | 896:52  | 8  | 8 | 49 | 1  | 89,7 | 3,28 |